# Hotel Barceló Brno Palace
Hotel Barceló Brno Palace je pětihvězdičkový hotel v Brně. Nachází se v budově tzv. Městského dvora na Šilingrově náměstí, na městském vnitřním okruhu, v městské části Brno-střed. Byl otevřen 20. února 2012. Od listopadu 2024 je vlastníkem hotelu Jaroslav Svoboda.

## Historie
V roce 1855 město nechalo postavit na dnešním Šillingrově náměstí luxusní činžovní dům zvaný Městský dvůr. V letech 1935–1939 sem bylo přemístěno městské muzeum. To prostory opustilo v roce 1960, kdy přesídlilo na armádou uvolněný hrad Špilberk. Později v domě začal působit okresní soud, byla zde stomatologická klinika, policie či stavební úřad. 
V roce 2005 město dům prodalo soukromé španělské společnosti Comsa, která započala s rekonstrukcí budovy a její přestavbou na hotel. Původně byl hotel určen pro – rovněž španělskou – firmu Barceló, společnosti se však zprvu nedohodly, a tak byl v roce 2012 otevřen pod značkou Comsa. Později byl převeden pod Barceló. Ředitelem hotelu se stal nejprve Argentinec Gustavo Guidobono Zabala, později Adéla Brickman.
Z Biskupské ulice je na budově umístěna plaketa profesora Josefa Kratochvila.